# Ben-Cijjon Harel
Ben-Cijjon Harel (hebr.: בן-ציון הראל, ang.: Ben-Zion Harel, ur. 3 czerwca 1892 w Goldyndze, zm. 19 września 1972) – izraelski lekarz, chemik i polityk, w latach 1951–1959 poseł do Knesetu z listy Ogólnych Syjonistów.
W wyborach parlamentarnych w 1951 po raz pierwszy dostał się do izraelskiego parlamentu. Zasiadał w Knesetach II i III kadencji.